# Zarhopalus clavatus
Zarhopalus clavatus är en stekelart som beskrevs av Kerrich 1978. Zarhopalus clavatus ingår i släktet Zarhopalus och familjen sköldlussteklar. Inga underarter finns listade i Catalogue of Life.